# ヴラディミル・ヴァイス (1989年生のサッカー選手)
ヴラディミル・ヴァイス（Vladimir Weiss, 1989年11月30日 - ）は、スロバキア・ブラチスラヴァ出身の元サッカー選手。現役時代のポジションはMF。元スロバキア代表。
父は元スロバキア代表監督のヴラディミル・ヴァイス・シニア。また同名の祖父もサッカー選手であった。

## クラブ経歴
マンチェスター・シティFCのアカデミー出身の期待の若手。2007-2008シーズンのFAユースカップ優勝時の中心メンバー。このカップ戦の決勝戦、対チェルシーFC戦でFKを決め、勝利に貢献した。2008-09シーズンの最終節、対ボルトン・ワンダラーズFC戦でスティーブン・アイルランドとの途中交代で、トップチームデビューを果たし、2009年8月19日にFCバルセロナを相手に敵地カンプ・ノウで開催されたジョアン・ガンペール杯にスタメンで出場し、果敢なドリブル突破をみせ勝利に貢献した。この試合後、マーク・ヒューズ監督は「バルサの若手選手の層は素晴らしい。だが私はヴァイスが今晩のベストプレーヤーだったと思う」と評した。
2010年1月から半年間、ボルトン・ワンダラーズFCへ、2010-11シーズンはレンジャーズFCへ、2011-12シーズンはRCDエスパニョールへそれぞれレンタル移籍を繰り返していた。
レンタル期間終了に伴い、マンチェスター・シティへ復帰したが、既にロベルト・マンチーニ監督の構想には入っておらず、2012年8月2日、デルフィーノ・ペスカーラ1936へ完全移籍。
2013年6月、オリンピアコスFCへ移籍。
2014年1月26日、カタール・スターズリーグのレフウィヤSCに移籍。
2016年1月、アル・ガラファに4年半の契約で移籍。
2020年2月、ŠKスロヴァン・ブラチスラヴァに移籍。
2024年10月2日、現役引退を表明した。

## 代表経歴
2009年8月12日の親善試合・アイスランド戦でスロバキア代表デビュー。当時は父親が代表を率いていたこともあり、批判もあったが、スロバキアを初めてFIFAワールドカップ本大会に導いた。2010年10月8日のUEFA EURO 2012予選、アルメニア戦で代表初得点を挙げた。
2018年11月にはパヴェル・ハパル監督との確執もあり、29歳で代表引退を表明していたが、UEFAネーションズリーグ2018-19での不振で解任されたハパル監督の後任となったシュテファン・タルコヴィッチ監督に交代後の2021年3月に2年4か月ぶりの復帰を果たし、そのままUEFA EURO 2020のエントリーメンバーに選出された。

## 代表歴

### 出場大会
- スロバキア代表
  - 2010 FIFAワールドカップ

### 試合数
- 国際Aマッチ 77試合 8得点（2009年-2022年）[3]

| スロバキア代表 | 国際Aマッチ | 国際Aマッチ |
| 年             | 出場        | 得点        |
| -------------- | ----------- | ----------- |
| 2009           | 6           | 0           |
| 2010           | 11          | 1           |
| 2011           | 6           | 0           |
| 2012           | 5           | 1           |
| 2013           | 4           | 0           |
| 2014           | 9           | 1           |
| 2015           | 7           | 1           |
| 2016           | 10          | 1           |
| 2017           | 6           | 2           |
| 2018           | 3           | 0           |
| 2019           | 0           | 0           |
| 2020           | 0           | 0           |
| 2021           | 7           | 0           |
| 2022           | 3           | 1           |
| 通算           | 77          | 8           |

## タイトル

### クラブ
レンジャーズFC
- スコティッシュ・プレミアリーグ ： 2010-11
- スコティッシュリーグカップ ： 2011

オリンピアコスFC
- ギリシャ・スーパーリーグ ： 2013-14

レフウィヤSC
- カタール・スターズリーグ ： 2013-14, 2014-15

ŠKスロヴァン・ブラチスラヴァ
- フォルトゥナ・リーガ : 2019-20, 2020-21, 2021-22
- スロヴェンスキー・ポハール : 2019-20, 2020-21